# Charles Parnell
Charles Parnell (Chicago, 26 oktober 1964) is een Amerikaans acteur en stemacteur. 

## Carrière
Parnell begon in 1999 met acteren in de televisieserie Sex and the City, waarna hij nog meerdere rollen speelde in televisieseries en films. Hij is vooral bekend van zijn rol als Derek Frye in de televisieserie All My Children waar hij in 82 afleveringen speelde (2005-2008), en van zijn rol als Command master chief Hugh Jeter in de televisieserie The Last Ship waar hij in 56 afleveringen speelde (2014-2018). In 2012 werd hij genomineerd voor een Image Award voor zijn rol in de film Pariah in de categorie Beste Acteur in een Bijrol in een Film.

## Filmografie

### Films
Uitgezonderd korte films.
- 2025 Mission: Impossible – The Final Reckoning - als Richards
- 2023 The Killer - als advocaat / Hodges
- 2023 The Venture Bros.: Radiant Is the Blood of the Baboon Heart - als Jefferson Twilight (stem)
- 2023 Mission: Impossible – Dead Reckoning Part One - als directeur van de National Reconnaissance Office
- 2022 Spiderhead - als Knowles
- 2022 Top Gun: Maverick - als Marcus "Sundown" Williams
- 2020 Good People - als coach Bishop
- 2018 A Million Little Pieces - als Miles
- 2014 Transformers: Age of Extinction - als directeur CIA
- 2014 Crossroads - als Aries Diego
- 2013 42 - als Herbert T. Miller
- 2011 Pariah - als Arthur
- 2009 Mississippi Damned - als Willie Roy
- 2008 We Pedal Uphill - als Horton
- 2008 Diminished Capacity - als beveiliger van Merkel
- 2007 The Education of Charlie Banks - als Worsheck
- 2006 Everyone's Hero - als stem
- 2004 Mind the Gap - als John McCabe

### Televisieseries
Uitgezonderd eenmalige gastrollen.
- 2023 Barry - als DA Buckner - 5 afl.
- 2023 The Mandalorian - als Survivor Captain - 2 afl.
- 2022 Kindred - als Alan - 3 afl.
- 2019-2020 Briarpatch - als Cyrus - 7 afl.
- 2014-2018 The Last Ship - als Command master chief Hugh Jeter - 56 afl.
- 2006-2018 The Venture Bros. - als Jefferson Twilight - 14 afl.
- 2012-2015 North Woods Law - als verteller (stem) - 13 afl.
- 2008 Crash - als Sean Adams - 4 afl.
- 2005-2008 All My Children - als Derek Frye - 82 afl.

### Computerspellen
- 2020 Marvel's Avengers - als Nick Fury / senator
- 2017 Mass Effect: Andromeda - als August Bradley
- 2014 The Crew - als Harry
- 2014 Call of Duty: Advanced Warfare - als stem
- 2013 Grand Theft Auto V - als aankondiger van stoppayingyourmortgage.net commercial
- 2009 Grand Theft Auto IV: The Ballad of Gay Tony - als uitsmijter van Triangle Club
- 2009 Grand Theft Auto IV: The Lost and Damned - als uitsmijter van Triangle Club
- 2008 Grand Theft Auto IV - als uitsmijter van Triangle Club / Talbot Daniels
- 2007 Manhunt 2 - als The Legion
- 2005 The Warriors - als Masai